# Chlorophanes spiza
El mielero verde o mielerito verde (Chlorophanes spiza) es una especie de ave paseriforme de la familia Thraupidae el único miembro del género Chlorophanes. Es nativo de México, América Central y del Sur, también en Trinidad y Tobago. 

## Distribución y hábitat
Se distribuye ampliamente desde el sur de México (Oaxaca), por Belice, Guatemala, Honduras, Nicaragua, Costa Rica, Panamá, norte de Colombia, hacia el este por las montañas costeras de Venezuela y Trinidad, hacia el sur por la pendiente del Pacífico del oeste de Colombia, oeste de Ecuador. hasta el extremo noroeste de Perú; por la pendiente oriental de los Andes del oeste de Venezuela y Colombia; por la totalidad de la cuenca amazónica y  del escudo guyanés, del sur y este de Colombia, este de Ecuador, este de Perú, norte de Bolivia, sur y este de Venezuela, Guyana, Surinam, Guayana Francesa, casi toda la Amazonia brasileña; y una población aislada en el litoral del este de Brasil (desde el noreste hasta el sur).
Esta especie es ampliamente diseminada y generalmente común en sus hábitats naturales: el dosel y los bordes de selvas húmedas y bosques secundarios y claros adyacentes, principalmente por debajo de los 1200 m de altitud, pero llegando hasta los 2300 m en los Andes colombianos.

## Descripción Física
Mide unos 14 cm de longitud y pesa alrededor de 17 g. En general, es un ave de pico largo, fuerte y curvado, con la mandíbula inferior amarilla y la superior oscura. La cola es relativamente corta y las patas son grises. Esta especie tiene un marcado dimorfismo sexual. El macho es principalmente de plumaje azul-verde con la cabeza negra (excepto la nuca y la garganta). La cola y las alas son oscuras, pero con las plumas bordeadas de verde. El ojo es de color rojo. Las hembras y los ejemplares jóvenes poseen un plumaje completamente verde, amarillento en las partes ventrales. El ojo de las hembras es más oscuro que el de los machos.

## Comportamiento
Forrajea en parejas o en pequeños grupos, frecuentemente acompaña bandadas mixtas con otros tráupidos.

### Alimentación
El mielero verde es menos dependiente del néctar que las especies del género Cyanerpes, siendo sus principales alimentos los frutos (60%), néctar (20%) e insectos (15%).

### Reproducción
La hembra del mielero verde construye un pequeño nido en la copa de un árbol, e incuba unos huevos marrones-blancos durante 13 días.

### Vocalización
No canta. Emite apenas un llamado, una nota simple «tsip».

## Sistemática

### Descripción original
La especie C. spiza fue descrita por primera vez por el naturalista sueco Carlos Linneo en 1758 bajo el nombre científico Motacilla spiza; su localidad tipo es: «Surinam».
El género Chlorophanes fue propuesto por el ornitólogo alemán Ludwig Reichenbach en 1853, la especie tipo definida fue Coereba atricapilla Vieillot, 1817, que resultó ser un sinónimo posterior de la presente especie.

### Etimología
El nombre genérico masculino Chlorophanes se compone de las palabras griegas «kloros»: verde, y «phanēs»: que exhibe, que muestra; y el nombre de la especie «spiza» es una palabra griega utilizada para designar tipos de pinzones o jilgueros.

### Taxonomía
Los amplios estudios filogenéticos recientes comprueban que la presente especie es hermana de Iridophanes pulcherrimus, y el par formado por ambas es pariente próximo a un clado integrado por  Chrysothlypis, Heterospingus y Hemithraupis, conformando una subfamilia Hemithraupinae.

### Subespecies
Según las clasificaciones del Congreso Ornitológico Internacional (IOC) y Clements Checklist/eBird v.2019 se reconocen siete subespecies, con su correspondiente distribución geográfica:
- Chlorophanes spiza guatemalensis P.L. Sclater, 1861 – sur de México (Oaxaca) hasta Guatemala, Belice y Honduras.
- Chlorophanes spiza argutus Bangs & Barbour, 1922 – del extremo este de Honduras al noroeste de Colombia.
- Chlorophanes spiza exsul Berlepsch & Taczanowski, 1884 – sureoste de Colombia, oeste de Ecuador al extremo noroeste de Perú.
- Chlorophanes spiza subtropicalis Todd, 1924 – Andes de Colombia y oeste de Venezuela.
- Chlorophanes spiza caerulescens Cassin, 1865 – sureste de Colombia al este de Ecuador, este de Perú y oeste de Bolivia.
- Chlorophanes spiza spiza (Linnaeus), 1758 –  este de Colombia hacia Venezuela, las Guayanas y norte de  Brasil; Trinidad.
- Chlorophanes spiza axillaris J.T.Zimmer, 1929 – litoral oriental de Brasil (desde Pernambuco hasta Santa Catarina.